# Rubén Oarbeascoa

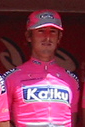
Rubén Oarbeascoa bei der Euskal Bizikleta 2005

Rubén Oarbeascoa Ispizua (* 21. November 1975 in Gernika) ist ein ehemaliger spanischer Radrennfahrer.
1999 gewann Rubén Oarbeascoa das baskischen Radrennen Trofeo Euskaldun. Im Jahr darauf erhielt er einen Vertrag bei dem portugiesischen Radsport-Team L.A. Pecol. Nach fünf Jahren wechselte er 2005 zu dem spanischen Professional Continental Team Kaiku. Bei der Rheinland-Pfalz-Rundfahrt 2006 entschied Oarbeascoa die Gesamtwertung des Bergpreises für sich. 

## Teams
- 1994–1997 Team Iberdrola
- 2000–2004 L.A. Pecol
- 2005–2006 Kaiku